# Au nom de la loi (série télévisée, 2005)
Pour les articles homonymes, voir Au nom de la loi.
Au nom de la loi est une série télévisée policière québécoise en dix épisodes de 50 minutes diffusée entre le 15 septembre et le 17 novembre 2005 à la Télévision de Radio-Canada.

## Synopsis
En 1993, Simon Pelletier est condamné à la prison à vie pour meurtre. Clamant son innocence, il arrive au bout du rouleau après 12 ans de prison et de procédures judiciaires. Il s’évade et, avec l’aide de Scorpion, un ex-détenu, il kidnappe Lavigne, un policier ayant collaboré à sa condamnation.

## Distribution
- Patrick Huard : Simon Pelletier
- Jacynthe René : Céline Desjardins
- Louis Champagne : Scorpion
- Réal Bossé : Marc Lavigne
- Rosalie Julien : Nadine Théorêt
- Benoît Gouin : Robert Duranleau
- Marie Turgeon : Judith Castonguay
- Mélanie Pilon : Liliane Lacroix
- Nicolas Canuel : Raynald Jetté
- Jean Harvey : François Perreault
- Mélissa Flynn : Diane Piché
- Jean Petitclerc : Daniel Bernier
- Suzanne Garceau : Denise Desjardins
- Évelyne Rompré : Julie Lavigne
- Denis Bernard : Jean-Luc Therrien
- Violette Chauveau : Lucille Therrien
- Sophie Bourgeois : Anne Beauchamp
- Bobby Beshro : Tomek Rudnicki
- Pierre Chagnon : Maître Delorme

## Fiche technique
- Auteures : Michelle Allen et Isabelle Poissant
- Réalisateur : PodZ
- Producteur : André Dupuy
- Productrice déléguée : Valérie Allard
- Directrice de production : Martha Fernandez
- Producteurs exécutifs : Jacquelin Bouchard, Sylvie Desrochers et Carole Dufour
- Production : Productions Pixcom

## Liste des épisodes
Liste des épisodes :
1. Évasion
2. Premier Communiqué
3. Entre Deux Feux
4. Pris En Chasse
5. Rien Ne Va Plus
6. Ultimatum
7. Embuscade
8. Entre La Vie Et La Mort
9. Une Fois De Plus
10. Le Calvaire Tire A Sa Fin